# Pinoyscincus jagori
Pinoyscincus jagori — вид сцинкоподібних ящірок родини сцинкових (Scincidae). Ендемік Філіппін. Вид названий на честь натураліста Федора Ягора.

## Підвиди
Виділяють два підвиди:
- Pinoyscincus jagori jagori (Peters, 1864) — острови Басілан, Каміґуїн, Бохоль, Мінданао, Дінагат, Лейте, Самар, Полілло, Маріндук, Лусон і Міндоро;
- Pinoyscincus jagori grandis (Taylor, 1922) — острови Калуя[de], Себу, Масбате, Негрос, Панай, Сікогон[en], Гуймарас і Гігантес[en].

## Поширення і екологія
Pinoyscincus jagori широко поширені на островах Філіппінського архіпелагу. Вони живуть у вологих діптерокарпових лісах, в лісовій підстилці, трапляються на плантаціях і поблизу людських поселень. Зустрічаються на висоті до 1300 м над рівнем моря.